# هلن چرچیل کندی
هلن چرچیل کندی (انگلیسی: Helen Churchill Candee؛ ۵ اکتبر ۱۸۵۸ – ۲۳ اوت ۱۹۴۹) یک روزنامه‌نگار، فمینیست، طراح داخلی، جغرافی‌دان و نویسنده اهل ایالات متحده آمریکا بود. وی یکی از بازماندگان کشتی غرق شده آرام‌اس تایتانیک بود. که دیرتر به عنوان سفرنامه‌نویس و سیاح در آسیای جنوبشرقی فعالیت نمود.